# ريغان توميلتي
ريجان توميلتي هو لاعب كرة قدم اسكتلندي يلعب كمدافع مع نادي ريث روفرز.